# Італія на зимових Олімпійських іграх 2022
Італія взяла участь у зимових Олімпійських іграх 2022, що тривали з 4 до 20 лютого в Пекіні (Китай). А що Мілан-Кортіна-д'Ампеццо прийматимуть зимові Олімпійські ігри 2026, то під час церемонії закриття Ігор виконано італійський сегмент.

## Спортсмени

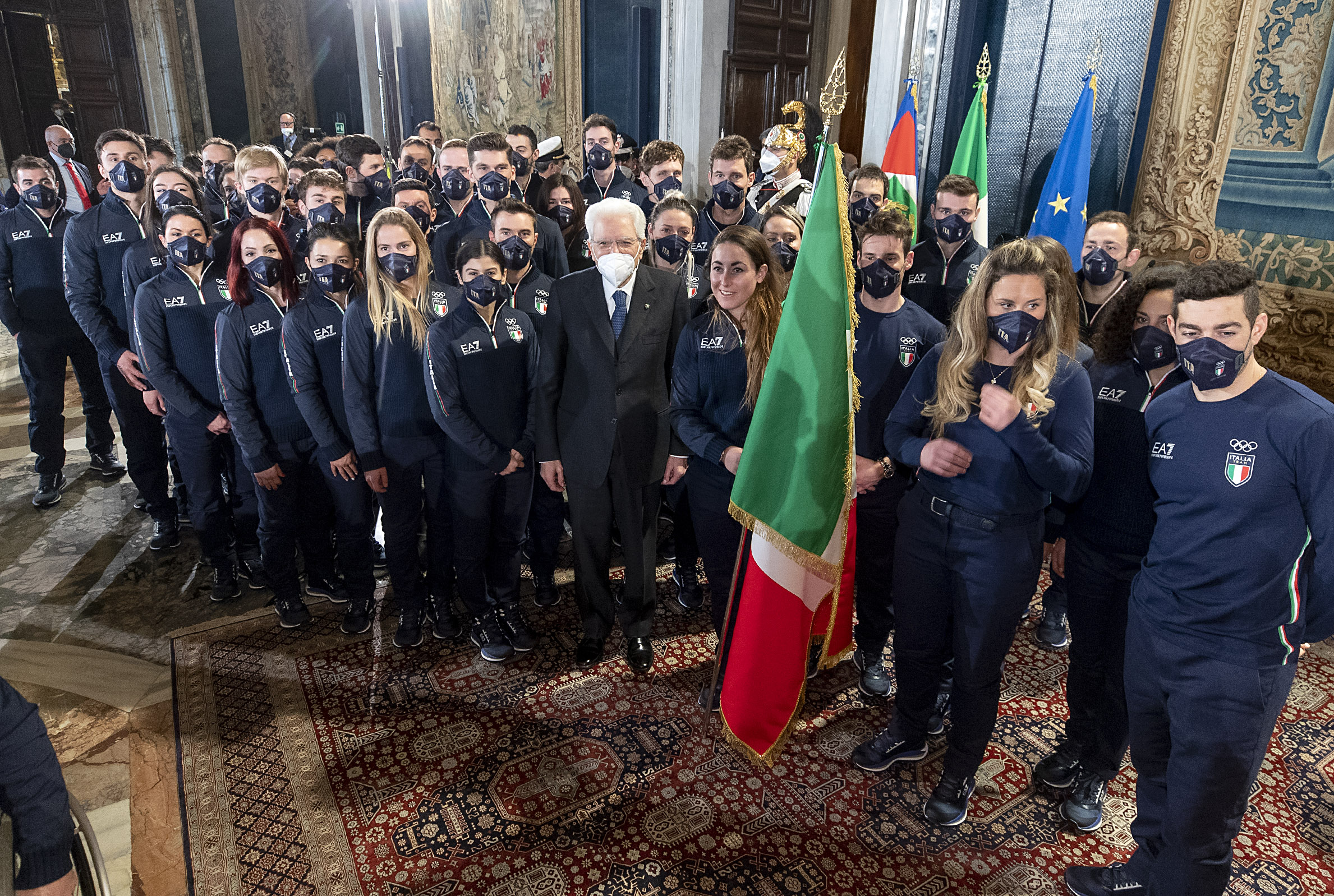
Президент Італії Серджіо Маттарелла передає прапор країн національній збірній, що вирушає до Пекіна.

Кількість спортсменів, що взяли участь в Іграх, за видами спорту.
| Вид спорту          | Чоловіки | Жінки | Загалом |
| ------------------- | -------- | ----- | ------- |
| Гірськолижний спорт | 7        | 9     | 16      |
| Біатлон             | 5        | 5     | 10      |
| Бобслей             | 8        | 1     | 9       |
| Лижні перегони      | 6        | 6     | 12      |
| Керлінг             | 5        | 1     | 6       |
| Фігурне катання     | 5        | 4     | 9       |
| Фристайл            | 2        | 4     | 6       |
| Санний спорт        | 5        | 3     | 8       |
| Лижне двоборство    | 4        | Н/Д   | 4       |
| Шорт-трек           | 5        | 5     | 10      |
| Скелетон            | 2        | 1     | 3       |
| Стрибки з трампліна | 1        | 1     | 2       |
| Сноубординг         | 11       | 6     | 17      |
| Ковзанярський спорт | 6        | 1     | 7       |
| Загалом             | 72       | 47    | 119     |

## Медалісти
Список італійських спортсменів, що на Іграх здобули медалі.
| Медаль | Ім'я                                                                                                 | Вид спорту          | Дисципліна                      | Дата      |
| ------ | --- | ------------------- | ------------------------------- | --------- |
| Золото | Аріанна Фонтана                                                                                      | Шорт-трек           | 500 метрів (жінки)              | 7 лютого  |
| Золото | Стефанія Константіні Амос Мозанер                                                                    | Керлінг             | Змішані пари                    | 8 лютого  |
| Срібло | Франческа Лоллобриджида                                                                              | Ковзанярський спорт | 3000 метрів (жінки)             | 5 лютого  |
| Срібло | Аріанна Фонтана Аріанна Вальчепіна Мартіна Вальчепіна П'єтро Сігель Андреа Кассінеллі Юрі Конфортола | Шорт-трек           | Змішана естафета 2000 метрів    | 5 лютого  |
| Срібло | Федеріка Бріньоне                                                                                    | Гірськолижний спорт | Гігантський слалом (жінки)      | 7 лютого  |
| Срібло | Федеріко Пеллегріно                                                                                  | Лижні перегони      | Спринт (чоловіки)               | 8 лютого  |
| Срібло | Омар Візінтін Мікела Мойолі                                                                          | Сноубординг         | Змішаний командний сноубордкрос | 12 лютого |
| Срібло | Софія Ґоджа                                                                                          | Гірськолижний спорт | Швидкісний спуск (жінки)        | 15 лютого |
| Срібло | Аріанна Фонтана                                                                                      | Шорт-трек           | 1500 метрів (жінки)             | 16 лютого |
| Бронза | Домінік Фішналлер                                                                                    | Санний спорт        | Одномісні сани (чоловіки)       | 6 лютого  |
| Бронза | Омар Візінтін                                                                                        | Сноубординг         | Сноубордкрос (чоловіки)         | 10 лютого |
| Бронза | Давіде Гьотто                                                                                        | Ковзанярський спорт | 10000 метрів (чоловіки)         | 11 лютого |
| Бронза | Доротея Вірер                                                                                        | Біатлон             | Спринт (жінки)                  | 11 лютого |
| Бронза | Надя Делаго                                                                                          | Гірськолижний спорт | Швидкісний спуск (жінки)        | 15 лютого |
| Бронза | П'єтро Сігель Андреа Кассінеллі Юрі Конфортола Томмазо Дотті                                         | Шорт-трек           | Естафета 5000 метрів (чоловіки) | 16 лютого |
| Бронза | Федеріка Бріньоне                                                                                    | Гірськолижний спорт | Комбінація (жінки)              | 17 лютого |
| Бронза | Франческа Лоллобриджида                                                                              | Ковзанярський спорт | Масстарт (жінки)                | 19 лютого |

| Медалі за видами спорту | Медалі за видами спорту | Медалі за видами спорту | Медалі за видами спорту | Медалі за видами спорту |
| ----------------------- | ----------------------- | ----------------------- | ----------------------- | ----------------------- |
| Вид спорту              | 1                       | 2                       | 3                       | Загалом                 |
| Гірськолижний спорт     | 0                       | 2                       | 2                       | 4                       |
| Біатлон                 | 0                       | 0                       | 1                       | 1                       |
| Лижні перегони          | 0                       | 1                       | 0                       | 1                       |
| Керлінг                 | 1                       | 0                       | 0                       | 1                       |
| Санний спорт            | 0                       | 0                       | 1                       | 1                       |
| Шорт-трек               | 1                       | 2                       | 1                       | 4                       |
| Сноубординг             | 0                       | 1                       | 1                       | 2                       |
| Ковзанярський спорт     | 0                       | 1                       | 2                       | 3                       |
| Загалом                 | 2                       | 7                       | 8                       | 17                      |

| Медалі за датою | Медалі за датою | Медалі за датою | Медалі за датою | Медалі за датою | Медалі за датою |
| --------------- | --------------- | --------------- | --------------- | --------------- | --------------- |
| День            | Дата            | 1               | 2               | 3               | Total           |
| 1-й день        | 5 лютого        | 0               | 2               | 0               | 2               |
| 2-й день        | 6 лютого        | 0               | 0               | 1               | 1               |
| 3-й день        | 7 лютого        | 1               | 1               | 0               | 2               |
| 4-й день        | 8 лютого        | 1               | 1               | 0               | 2               |
| 5-й день        | 9 лютого        | 0               | 0               | 0               | 0               |
| 6-й день        | 10 лютого       | 0               | 0               | 1               | 1               |
| 7-й день        | 11 лютого       | 0               | 0               | 2               | 2               |
| 8-й день        | 12 лютого       | 0               | 1               | 0               | 1               |
| 9-й день        | 13 лютого       | 0               | 0               | 0               | 0               |
| 10-й день       | 14 лютого       | 0               | 0               | 0               | 0               |
| 11-й день       | 15 лютого       | 0               | 1               | 1               | 2               |
| 12-й день       | 16 лютого       | 0               | 1               | 1               | 2               |
| 13-й день       | 17 лютого       | 0               | 0               | 1               | 1               |
| 14-й день       | 18 лютого       | 0               | 0               | 0               | 0               |
| 15-й день       | 19 лютого       | 0               | 0               | 1               | 1               |
| 16-й день       | 20 лютого       | 0               | 0               | 0               | 0               |
| Загалом         | Загалом         | 2               | 7               | 8               | 17              |

| Медалі за статтю | Медалі за статтю | Медалі за статтю | Медалі за статтю | Медалі за статтю |
| ---------------- | ---------------- | ---------------- | ---------------- | ---------------- |
| Стать            | 1                | 2                | 3                | Загалом          |
| Чоловіки         | 0                | 1                | 4                | 5                |
| Жінки            | 1                | 4                | 4                | 9                |
| Змішані          | 1                | 2                | 0                | 3                |
| Загалом          | 2                | 7                | 8                | 17               |

## Гірськолижний спорт
Від Італії на Ігри кваліфікувалися сім гірськолижників і дев'ять гірськолижниць.
Чоловіки
| Спортсмен           | Дисципліна                    | 1-й спуск | 1-й спуск | 2-й спуск   | 2-й спуск   | Сума        | Сума        |
| Спортсмен           | Дисципліна                    | Час       | Місце     | Час         | Місце       | Час         | Місце       |
| ------------------- | ----------------------------- | --------- | --------- | ----------- | ----------- | ----------- | ----------- |
| Крістоф Іннергофер  | Комбінація                    | 1:44.19   | 7         | 51.61       | 11          | 2:35.80     | 10          |
| Крістоф Іннергофер  | Швидкісний спуск              | Н/Д       | Н/Д       | Н/Д         | Н/Д         | НФ          | НФ          |
| Маттео Марсалья     | Швидкісний спуск              | Н/Д       | Н/Д       | Н/Д         | Н/Д         | 1:44.06     | 15          |
| Домінік Паріс       | Швидкісний спуск              | Н/Д       | Н/Д       | Н/Д         | Н/Д         | 1:43:21     | 6           |
| Лука Де Аліпрандіні | Гігантський слалом (чоловіки) | 1:03.42   | 6         | НФ          | НФ          | НФ          | НФ          |
| Томмазо Сала        | Гігантський слалом (чоловіки) | НФ        | НФ        | Не потрапив | Не потрапив | Не потрапив | Не потрапив |
| Алекс Фінатцер      | Гігантський слалом (чоловіки) | НФ        | НФ        | Не потрапив | Не потрапив | Не потрапив | Не потрапив |
| Джульяно Раццолі    | Слалом (чоловіки)             | 54.79     | 12        | 50.26       | 4           | 1:45.05     | 8           |
| Томмазо Сала        | Слалом (чоловіки)             | 54.37     | 8         | 51.00       | 19          | 1:45.37     | 11          |
| Алекс Фінатцер      | Слалом (чоловіки)             | 55.39     | 17        | НФ          | НФ          | НФ          | НФ          |
| Крістоф Іннергофер  | Супергігант (чоловіки)        | Н/Д       | Н/Д       | Н/Д         | Н/Д         | НФ          | НФ          |
| Маттео Марсалья     | Супергігант (чоловіки)        | Н/Д       | Н/Д       | Н/Д         | Н/Д         | 1:22.16     | 18          |
| Домінік Паріс       | Супергігант (чоловіки)        | Н/Д       | Н/Д       | Н/Д         | Н/Д         | 1:22.62     | 21          |

Жінки
| Спортсменка        | Дисципліна          | 1-й спуск | 1-й спуск | 2-й спуск    | 2-й спуск    | Сума         | Сума         |
| Спортсменка        | Дисципліна          | Час       | Місце     | Час          | Місце        | Час          | Місце        |
| ------------------ | ------------------- | --------- | --------- | ------------ | ------------ | ------------ | ------------ |
| Марта Бассіно      | Комбінація          | 1:33.45   | 13        | НФ           | НФ           | НФ           | НФ           |
| Федеріка Бріньоне  | Комбінація          | 1:33.11   | 8         | 54.41        | 4            | 2:27.52      | 3            |
| Елена Куртоні      | Комбінація          | НФ        | НФ        | Не потрапила | Не потрапила | Не потрапила | Не потрапила |
| Ніколь Делаго      | Комбінація          | 1:33.12   | 9         | НФ           | НФ           | НФ           | НФ           |
| Елена Куртоні      | Швидкісний спуск    | Н/Д       | Н/Д       | Н/Д          | Н/Д          | 1:32.87      | 5            |
| Надя Делаго        | Швидкісний спуск    | Н/Д       | Н/Д       | Н/Д          | Н/Д          | 1:32.44      | 3            |
| Ніколь Делаго      | Швидкісний спуск    | Н/Д       | Н/Д       | Н/Д          | Н/Д          | 1:33.69      | 11           |
| Софія Ґоджа        | Швидкісний спуск    | Н/Д       | Н/Д       | Н/Д          | Н/Д          | 1:32.03      | 2            |
| Марта Бассіно      | Гігантський слалом  | НФ        | НФ        | Не потрапила | Не потрапила | Не потрапила | Не потрапила |
| Федеріка Бріньоне  | Гігантський слалом  | 57.98     | 3         | 57.99        | 5            | 1:55.97      | 2            |
| Елена Куртоні      | Гігантський слалом  | 1:00.50   | 24        | 59.41        | 21           | 1:59.91      | 20           |
| Федеріка Бріньоне  | Слалом              | 54.41     | 20        | НФ           | НФ           | НФ           | НФ           |
| Лара Делла Меа     | Слалом              | 56.00     | 35        | 54.53        | 30           | 1:50.53      | 30           |
| Аніта Гуллі        | Слалом              | 55.46     | 32        | 54.32        | 29           | 1:49.78      | 29           |
| Марта Бассіно      | Супергігант (жінки) | Н/Д       | Н/Д       | Н/Д          | Н/Д          | 1:15.08      | 17           |
| Федеріка Бріньоне  | Супергігант (жінки) | Н/Д       | Н/Д       | Н/Д          | Н/Д          | 1:14.17      | 7            |
| Елена Куртоні      | Супергігант (жінки) | Н/Д       | Н/Д       | Н/Д          | Н/Д          | 1:14.34      | 10           |
| Франческа Марсалья | Супергігант (жінки) | Н/Д       | Н/Д       | Н/Д          | Н/Д          | 1:15.61      | 22           |

Змішані
| Спортсмени                                                         | Дисципліна | 1/8 фіналу                             | Чвертьфінал        | Півфінал           | Фінал / БМ         | Фінал / БМ   |
| Спортсмени                                                         | Дисципліна | Суперник Результат                     | Суперник Результат | Суперник Результат | Суперник Результат | Місце        |
| ------------------------------------------------------------------ | ---------- | -------------------------------------- | ------------------ | ------------------ | ------------------ | ------------ |
| Марта Бассіно Федеріка Бріньоне Лука Де Аліпрандіні Алекс Фінатцер | Команди    | Олімпійський комітет Росії (ROC) W 3–1 | США (USA) L 1-3    | Не потрапили       | Не потрапили       | Не потрапили |

## Біатлон
Чоловіки
| Спортсмен                                                    | Дисципліна              | Час       | Хиби        | Місце |
| ------------------------------------------------------------ | ----------------------- | --------- | ----------- | ----- |
| Дідьє Біона                                                  | Індивідуальні перегони  | 54:44.7   | 3 (1+1+1+0) | 48    |
| Томас Бормоліні                                              | Індивідуальні перегони  | 55:48.6   | 5 (0+1+2+2) | 63    |
| Лукас Гофер                                                  | Індивідуальні перегони  | 52:43.6   | 2 (0+2+0+0) | 27    |
| Домінік Віндіш                                               | Індивідуальні перегони  | 51:25.6   | 2 (0+0+1+1) | 14    |
| Лукас Гофер                                                  | Масстарт                | 42:58.8   | 6 (1+1+2+2) | 27    |
| Домінік Віндіш                                               | Масстарт                | 39:52.8   | 3 (0+2+1+0) | 5     |
| Томас Бормоліні                                              | Перегони переслідування | 44:04.5   | 6 (0+1+1+4) | 33    |
| Лукас Гофер                                                  | Перегони переслідування | 39:58.6   | 0 (0+0+0+0) | 4     |
| Домінік Віндіш                                               | Перегони переслідування | 43:41.9   | 7 (1+1+3+2) | 26    |
| Томас Бормоліні                                              | Спринт                  | 25:44.1   | 1 (1+0)     | 23    |
| Томмазо Джакомель                                            | Спринт                  | 26:52.2   | 4 (1+3)     | 61    |
| Лукас Гофер                                                  | Спринт                  | 25:19.6   | 1 (0+1)     | 14    |
| Домінік Віндіш                                               | Спринт                  | 25:51.6   | 2 (0+2)     | 30    |
| Томас Бормоліні Томмазо Джакомель Лукас Гофер Домінік Віндіш | Естафета (чоловіки)     | 1:21:48.8 | 2+13        | 7     |

Жінки
| Спортсменка                                                    | Дисципліна              | Час       | Хиби        | Місце |
| -------------------------------------------------------------- | ----------------------- | --------- | ----------- | ----- |
| Мікела Каррара                                                 | Індивідуальні перегони  | 51:29.1   | 5 (1+2+1+1) | 60    |
| Федеріка Санфіліппо                                            | Індивідуальні перегони  | 50:09.3   | 5 (0+2+1+2) | 49    |
| Ліза Віттоцці                                                  | Індивідуальні перегони  | 52:57.1   | 8 (5+1+2+0) | 76    |
| Доротея Вірер                                                  | Індивідуальні перегони  | 46:45.0   | 3 (0+1+0+2) | 18    |
| Доротея Вірер                                                  | Масстарт                | 43:41.0   | 8 (2+2+2+2) | 22    |
| Самуела Комола                                                 | Перегони переслідування | 40:10.4   | 3 (0+1+1+1) | 37    |
| Ліза Віттоцці                                                  | Перегони переслідування | 39:21.2   | 4 (1+2+0+1) | 32    |
| Доротея Вірер                                                  | Перегони переслідування | 36:56.0   | 3 (0+0+2+1) | 6     |
| Самуела Комола                                                 | Спринт                  | 23:30.7   | 1 (1+0)     | 57    |
| Федеріка Санфіліппо                                            | Спринт                  | 24:57.1   | 5 (3+2)     | 82    |
| Ліза Віттоцці                                                  | Спринт                  | 23:09.1   | 4 (4+0)     | 36    |
| Доротея Вірер                                                  | Спринт                  | 21:21.5   | 0 (0+0)     | 3     |
| Ліза Віттоцці Доротея Вірер Самуела Комола Федеріка Санфіліппо | Естафета (жінки)        | 1:12:37.0 | 0+5         | 5     |

Змішані
| Спортсмени                                              | Дисципліна | Час       | Хиби | Місце |
| ------------------------------------------------------- | ---------- | --------- | ---- | ----- |
| Томас Бормоліні Лукас Гофер Ліза Віттоцці Доротея Вірер | Естафета   | 1:09:25.3 | 2+14 | 9     |

## Бобслей
| Спортсмен                                                          | Дисципліна          | 1-й заїзд | 1-й заїзд | 2-й заїзд | 2-й заїзд | 3-й заїзд | 3-й заїзд | 4-й заїзд    | 4-й заїзд    | Сума    | Сума  |
| Спортсмен                                                          | Дисципліна          | Час       | Місце     | Час       | Місце     | Час       | Місце     | Час          | Місце        | Час     | Місце |
| ------------------------------------------------------------------ | ------------------- | --------- | --------- | --------- | --------- | --------- | --------- | ------------ | ------------ | ------- | ----- |
| Патрік Баумґартнер* Роберт Мірча                                   | Двійки (чоловіки)   | 1:00.08   | 20        | 1:00.47   | 24        | 1:00.38   | 21        | Не потрапили | Не потрапили | 3:00.93 | 21    |
| Патрік Баумґартнер* Ерік Фантацціні Алекс Вергінер Лоренцо Білотті | Четвірки (чоловіки) | 59.36     | 17        | 59.72     | 20        |           |           |              |              |         |       |
| Алекс Паньїні* Роберт Мірча Alex Pagnini Дельмас Обоу              | Четвірки (чоловіки) | 1:00.25   | 27        | 1:00.33   | 27        |           |           |              |              |         |       |
| Джада Андреутті                                                    | Монобоб             | 1:06.07   | 17        | 1:05.77   | 10        | 1:06.57   | 16        | 1:06.38      | 12           | 4:24.79 | 15    |

* – Позначає пілота кожного боба

## Лижні перегони
Від Італії на Ігри кваліфікувалися шість лижників і шість лижниць.
Дистанційні перегони
Чоловіки
| Спортсмен                                                                    | Дисципліна                        | Класичний стиль | Класичний стиль | Вільний стиль | Вільний стиль | Фінал     | Фінал       | Фінал |
| Спортсмен                                                                    | Дисципліна                        | Час             | Місце           | Час           | Місце         | Час       | Відставання | Місце |
| ---------------------------------------------------------------------------- | --------------------------------- | --------------- | --------------- | ------------- | ------------- | --------- | ----------- | ----- |
| Франческо де Фабіані                                                         | 15 км класичним стилем (чоловіки) | Н/Д             | Н/Д             | Н/Д           | Н/Д           | 40:16.4   | +2:21.6     | 18    |
| Майкол Растеллі                                                              | 15 км класичним стилем (чоловіки) | Н/Д             | Н/Д             | Н/Д           | Н/Д           | 42:25.4   | +4:30.6     | 52    |
| Джандоменіко Сальвадорі                                                      | 15 км класичним стилем (чоловіки) | Н/Д             | Н/Д             | Н/Д           | Н/Д           | 40:33.2   | +2:38.4     | 22    |
| Паоло Вентура                                                                | 15 км класичним стилем (чоловіки) | Н/Д             | Н/Д             | Н/Д           | Н/Д           | 41:12.2   | +3:17.4     | 34    |
| Франческо де Фабіані                                                         | 30 км скіатлон                    | 40:12.4         | 6               | 39:06.0       | 22            | 1:19:47.6 | +3:37.8     | 8     |
| Джандоменіко Сальвадорі                                                      | 30 км скіатлон                    | 43:23.4         | 48              | 42:13.0       | 43            | 1:26:10.7 | +10:00.9    | 48    |
| Паоло Вентура                                                                | 30 км скіатлон                    | 42:41.0         | 40              | 40:46.8       | 30            | 1:24:00.4 | +7.50.6     | 34    |
| Джандоменіко Сальвадорі                                                      | 50 км вільним стилем              | Н/Д             | Н/Д             | Н/Д           | Н/Д           | 1:14:49.1 | +3:16.4     | 18    |
| Паоло Вентура                                                                | 50 км вільним стилем              | Н/Д             | Н/Д             | Н/Д           | Н/Д           | 1:16:05.4 | +4:32.7     | 32    |
| Франческо де Фабіані Давіде Грац Федеріко Пеллегріно Джандоменіко Сальвадорі | Естафета 4×10 км                  | Н/Д             | Н/Д             | Н/Д           | Н/Д           | 2:00:16.6 | +5:25.9     | 8     |

Жінки
| Спортсменка                                                 | Дисципліна             | Класичний стиль | Класичний стиль | Вільний стиль | Вільний стиль | Фінал   | Фінал       | Фінал |
| Спортсменка                                                 | Дисципліна             | Час             | Місце           | Час           | Місце         | Час     | Відставання | Місце |
| ----------------------------------------------------------- | ---------------------- | --------------- | --------------- | ------------- | ------------- | ------- | ----------- | ----- |
| Анна Комарелла                                              | 10 км класичним стилем | Н/Д             | 30:45.0         | +2:38.7       | 26            |         |             |       |
| Мартіна Ді Чента                                            | 10 км класичним стилем | Н/Д             | 31:08.8         | +3:02.5       | 37            |         |             |       |
| Катеріна Ганц                                               | 10 км класичним стилем | Н/Д             | 31:08.1         | +3:01.8       | 35            |         |             |       |
| Луча Скардоні                                               | 10 км класичним стилем | Н/Д             | 31:09.5         | +3:03.2       | 38            |         |             |       |
| Анна Комарелла                                              | 15 км скіатлон         | 24:24.1         | 26              | 24:19.0       | 44            | 49:27.8 | +5:14.1     | 37    |
| Мартіна Ді Чента                                            | 15 км скіатлон         | 25:02.2         | 37              | 23:40.4       | 33            | 49:22.8 | +5:09.1     | 36    |
| Катеріна Ганц                                               | 15 км скіатлон         | 24:37.1         | 31              | 24:29.4       | 48            | 49:53.9 | +5:40.2     | 42    |
| Крістіна Піттін                                             | 15 км скіатлон         | 25:01.1         | 36              | 24:05.8       | 41            | 49:48.6 | +5:34.9     | 41    |
| Анна Комарелла Катеріна Ганц Мартіна Ді Чента Луча Скардоні | Естафета 4×5 км        | Н/Д             | Н/Д             | Н/Д           | Н/Д           | 57:20.5 | +3:39.5     | 8     |

Спринт
| Спортсмен                                | Дисципліна                  | Кваліфікація | Кваліфікація | Чвертьфінал  | Чвертьфінал  | Півфінал     | Півфінал     | Фінал        | Фінал        |
| Спортсмен                                | Дисципліна                  | Час          | Місце        | Час          | Місце        | Час          | Місце        | Час          | Місце        |
| ---------------------------------------- | --------------------------- | ------------ | ------------ | ------------ | ------------ | ------------ | ------------ | ------------ | ------------ |
| Франческо де Фабіані                     | Чоловіки                    | 2:55.56      | 35           | Не потрапив  | Не потрапив  | Не потрапив  | Не потрапив  | Не потрапив  | Не потрапив  |
| Давіде Грац                              | Чоловіки                    | 2:53.58      | 25 Q         | 2:56.09      | 6            | Не потрапив  | Не потрапив  | Не потрапив  | Не потрапив  |
| Федеріко Пеллегріно                      | Чоловіки                    | 2:49.55      | 6 Q          | 2:53.08      | 1 Q          | 2:52.17      | 1 Q          | 2:58.32      | 2            |
| Майкол Растеллі                          | Чоловіки                    | 3:02.04      | 51           | Не потрапив  | Не потрапив  | Не потрапив  | Не потрапив  | Не потрапив  | Не потрапив  |
| Франческо де Фабіані Федеріко Пеллегріно | Командний спринт (чоловіки) | Н/Д          | Н/Д          | Н/Д          | Н/Д          | 20:06.99     | 1 Q          | 19:48.42     | 6            |
| Катеріна Ганц                            | Жінки                       | 3:24.13      | 30 Q         | 3:24.04      | 6            | Не потрапила | Не потрапила | Не потрапила | Не потрапила |
| Грета Лоран                              | Жінки                       | 3:22.84      | 25 Q         | 3:26.96      | 6            | Не потрапила | Не потрапила | Не потрапила | Не потрапила |
| Крістіна Піттін                          | Жінки                       | 3:30.64      | 47           | Не потрапила | Не потрапила | Не потрапила | Не потрапила | Не потрапила | Не потрапила |
| Лучія Скардоні                           | Жінки                       | 3:23.61      | 29 Q         | 3:27.07      | 6            | Не потрапила | Не потрапила | Не потрапила | Не потрапила |
| Катеріна Ганц Луча Скардоні              | Жінки's team                | Н/Д          | Н/Д          | Н/Д          | Н/Д          | 23:47.06     | 7            | Не потрапила | Не потрапила |

## Керлінг
Підсумок
| Збірна                                                                     | Дисципліна          | Груповий етап               | Груповий етап         | Груповий етап         | Груповий етап                       | Груповий етап         | Груповий етап               | Груповий етап     | Груповий етап       | Груповий етап        | Груповий етап | Півфінал           | Фінал / БМ           | Фінал / БМ   |
| Збірна                                                                     | Дисципліна          | Суперник Рахунок            | Суперник Рахунок      | Суперник Рахунок      | Суперник Рахунок                    | Суперник Рахунок      | Суперник Рахунок            | Суперник Рахунок  | Суперник Рахунок    | Суперник Рахунок     | Місце         | Суперник Рахунок   | Суперник Рахунок     | Місце        |
| -------------------------------------------------------------------------- | ------------------- | --------------------------- | --------------------- | --------------------- | ----------------------------------- | --------------------- | --------------------------- | ----------------- | ------------------- | -------------------- | ------------- | ------------------ | -------------------- | ------------ |
| Жоель Реторна Амос Мозанер Себастьяно Арман Сімоне Гонін Маттія Джованелла | Чоловічий турнір    | Велика Британія (GBR) L 5–7 | Швеція (SWE) L 3–9    | Китай (CHN) L 9–12    | Олімпійський комітет Росії · L 7–10 | Швейцарія (SUI) W 8–4 | Канада (CAN) L 3–7          | США (USA) W 10–4  | Данія (DEN) W 10–3  | Норвегія (NOR) L 4–9 | 9             | Не потрапили       | Не потрапили         | Не потрапили |
| Стефанія Константіні Амос Мозанер                                          | Турнір змішаних пар | США (USA) W 8–4             | Швейцарія (SUI) W 8–7 | Норвегія (NOR) W 11–8 | Чехія (CZE) W 10–2                  | Австралія (AUS) W 7–3 | Велика Британія (GBR) W 7–5 | Китай (CHN) W 8–4 | Швеція (SWE) W 12–8 | Канада (CAN) W 8–7   | 1 Q           | Швеція (SWE) W 8–1 | Норвегія (NOR) W 8–5 | 1            |

### Чоловічий турнір
Чоловіча збірна Італії (п'ять спортсменів) кваліфікувалася на Ігри посівши 2-ге місце на Олімпійських кваліфікаційних змаганнях 2021 року.
Після 12-ї сесії
| Легенда | Легенда             |
| ------- | ------------------- |
|         | Потрапили до плейоф |

| Країна                     | Скіп             | В | П | В–П      | КЗ | КП | ВЕ | ПЕ | ОЕ | ВЕ | ККД | DSC   |
| -------------------------- | ---------------- | - | - | -------- | -- | -- | -- | -- | -- | -- | --- | ----- |
| Велика Британія            | Брюс Моует       | 8 | 1 | –        | 63 | 44 | 39 | 31 | 5  | 10 | 88% | 18.81 |
| Швеція                     | Ніклас Едін      | 7 | 2 | –        | 64 | 44 | 43 | 30 | 10 | 11 | 86% | 14.02 |
| Канада                     | Бред Ґушу        | 5 | 4 | 1–0      | 58 | 50 | 34 | 38 | 7  | 7  | 84% | 26.49 |
| США                        | Джон Шустер      | 5 | 4 | 0–1      | 56 | 61 | 35 | 41 | 4  | 5  | 83% | 32.29 |
| Китай                      | Ма Сююе          | 4 | 5 | 2–1; 1–0 | 59 | 62 | 39 | 36 | 6  | 4  | 85% | 23.55 |
| Норвегія                   | Стеффен Вальстад | 4 | 5 | 2–1; 0–1 | 58 | 53 | 40 | 36 | 0  | 11 | 84% | 20.96 |
| Швейцарія                  | Петер де Круз    | 4 | 5 | 1–2; 1–0 | 51 | 54 | 33 | 38 | 13 | 3  | 84% | 15.74 |
| Олімпійський комітет Росії | Сергій Глухов    | 4 | 5 | 1–2; 0–1 | 58 | 58 | 33 | 38 | 6  | 6  | 81% | 33.72 |
| Італія                     | Жоель Реторна    | 3 | 6 | –        | 59 | 65 | 36 | 35 | 3  | 8  | 82% | 30.76 |
| Данія                      | Міккель Краусе   | 1 | 8 | –        | 36 | 71 | 30 | 39 | 3  | 2  | 78% | 32.84 |

Коловий турнір
Італія пропускала 1-шу, 4-ту і 9-ту сесії.
| Майданчик D             | 1 | 2 | 3 | 4 | 5 | 6 | 7 | 8 | 9 | 10 | Загалом |
| Велика Британія (Моует) | 0 | 1 | 0 | 2 | 0 | 0 | 2 | 1 | 0 | 1  | 7       |
| Італія (Реторна)        | 2 | 0 | 1 | 0 | 0 | 1 | 0 | 0 | 1 | 0  | 5       |

| Майданчик C      | 1 | 2 | 3 | 4 | 5 | 6 | 7 | 8 | 9 | 10 | Загалом |
| Швеція (Едін)    | 0 | 1 | 0 | 2 | 0 | 3 | 0 | 3 | X | X  | 9       |
| Італія (Реторна) | 0 | 0 | 1 | 0 | 1 | 0 | 1 | 0 | X | X  | 3       |

| Майданчик A      | 1 | 2 | 3 | 4 | 5 | 6 | 7 | 8 | 9 | 10 | Загалом |
| Італія (Реторна) | 0 | 1 | 0 | 3 | 0 | 2 | 1 | 0 | 2 | 0  | 9       |
| Китай (Ма)       | 2 | 0 | 3 | 0 | 3 | 0 | 0 | 3 | 0 | 1  | 12      |

| Майданчик D                         | 1 | 2 | 3 | 4 | 5 | 6 | 7 | 8 | 9 | 10 | Загалом |
| Італія (Реторна)                    | 0 | 0 | 3 | 0 | 3 | 0 | 0 | 1 | 0 | X  | 7       |
| Олімпійський комітет Росії (Глухов) | 0 | 3 | 0 | 3 | 0 | 0 | 1 | 0 | 3 | X  | 10      |

| Майданчик B         | 1 | 2 | 3 | 4 | 5 | 6 | 7 | 8 | 9 | 10 | Загалом |
| Швейцарія (де Круз) | 1 | 0 | 1 | 0 | 2 | 0 | 0 | 0 | 0 | X  | 4       |
| Італія (Реторна)    | 0 | 1 | 0 | 1 | 0 | 3 | 0 | 1 | 2 | X  | 8       |

| Майданчик A      | 1 | 2 | 3 | 4 | 5 | 6 | 7 | 8 | 9 | 10 | Загалом |
| Канада (Ґушу)    | 1 | 0 | 1 | 0 | 0 | 2 | 0 | 0 | 3 | X  | 7       |
| Італія (Реторна) | 0 | 1 | 0 | 1 | 0 | 0 | 0 | 1 | 0 | X  | 3       |

| Майданчик B      | 1 | 2 | 3 | 4 | 5 | 6 | 7 | 8 | 9 | 10 | Загалом |
| Італія (Реторна) | 1 | 0 | 2 | 0 | 2 | 0 | 1 | 4 | X | X  | 10      |
| США (Шустер)     | 0 | 2 | 0 | 1 | 0 | 1 | 0 | 0 | X | X  | 4       |

| Майданчик C      | 1 | 2 | 3 | 4 | 5 | 6 | 7 | 8 | 9 | 10 | Загалом |
| Італія (Реторна) | 0 | 2 | 2 | 1 | 0 | 4 | 1 | X | X | X  | 10      |
| Данія (Краусе)   | 2 | 0 | 0 | 0 | 1 | 0 | 0 | X | X | X  | 3       |

| Майданчик D         | 1 | 2 | 3 | 4 | 5 | 6 | 7 | 8 | 9 | 10 | Загалом |
| Норвегія (Вальстад) | 0 | 0 | 2 | 0 | 1 | 0 | 2 | 2 | 2 | X  | 9       |
| Італія (Реторна)    | 1 | 1 | 0 | 2 | 0 | 0 | 0 | 0 | 0 | X  | 4       |

### Турнір змішаних пар
Італійська змішана пара (двоє спортсменів) кваліфікувалася на Ігри, посівши місце в першій сімці на Чемпіонаті світу 2021 року.
Підсумкове положення в коловому турнірі.
| Легенда | Легенда             |
| ------- | ------------------- |
|         | Потрапили до плейоф |

| Країна          | Спортсмени                            | В | П | В–П | КЗ | КП | ВЕ | ПЕ | ОЕ | ВЕ | ККД | DSC   |
| --------------- | ------------------------------------- | - | - | --- | -- | -- | -- | -- | -- | -- | --- | ----- |
| Італія          | Стефанія Константіні / Амос Мозанер   | 9 | 0 | –   | 79 | 48 | 43 | 28 | 0  | 17 | 79% | 25.34 |
| Норвегія        | Крістін Скаслієн / Магнус Недреготтен | 6 | 3 | 1–0 | 68 | 50 | 40 | 28 | 0  | 15 | 82% | 24.48 |
| Велика Британія | Дженніфер Доддс / Брюс Моует          | 6 | 3 | 0–1 | 60 | 50 | 38 | 33 | 0  | 12 | 79% | 22.48 |
| Швеція          | Альміда де Валь / Оскар Ерікссон      | 5 | 4 | 1–0 | 55 | 54 | 35 | 33 | 0  | 10 | 76% | 21.77 |
| Канада          | Рейчел Гомен / Джон Морріс            | 5 | 4 | 0–1 | 57 | 54 | 33 | 39 | 0  | 8  | 78% | 53.73 |
| Чехія           | Зузана Паулова / Томаш Паул           | 4 | 5 | –   | 50 | 65 | 29 | 39 | 1  | 7  | 75% | 33.41 |
| Швейцарія       | Женні Перре / Мартін Ріос             | 3 | 6 | 1–0 | 55 | 58 | 32 | 39 | 0  | 6  | 73% | 39.04 |
| США             | Вікі Персінджер / Кріс Плайс          | 3 | 6 | 0–1 | 50 | 67 | 34 | 36 | 0  | 9  | 74% | 27.29 |
| Китай           | Фань Суюань / Лін Чжи                 | 2 | 7 | 1–0 | 51 | 64 | 34 | 36 | 0  | 7  | 74% | 17.81 |
| Австралія       | Талі Ґілл / Дін Г'юїтт                | 2 | 7 | 0–1 | 52 | 67 | 31 | 38 | 1  | 8  | 72% | 50.51 |

Коловий турнір
Італія пропускала 1-шу, 4-ту, 7-му і 10-ту сесії.
| Майданчик C                    | 1 | 2 | 3 | 4 | 5 | 6 | 7 | 8 | Загалом |
| США (Персінджер / Плайс)       | 1 | 0 | 0 | 1 | 1 | 1 | 0 | 0 | 4       |
| Італія (Константіні / Мозанер) | 0 | 4 | 1 | 0 | 0 | 0 | 1 | 2 | 8       |

| Майданчик A                    | 1 | 2 | 3 | 4 | 5 | 6 | 7 | 8 | 9 | Загалом |
| Італія (Константіні / Мозанер) | 0 | 3 | 0 | 1 | 1 | 0 | 2 | 0 | 1 | 8       |
| Швейцарія (Перре / Ріос)       | 1 | 0 | 2 | 0 | 0 | 3 | 0 | 1 | 0 | 7       |

| Майданчик D                       | 1 | 2 | 3 | 4 | 5 | 6 | 7 | 8 | Загалом |
| Італія (Константіні / Мозанер)    | 3 | 0 | 2 | 0 | 2 | 2 | 0 | 2 | 11      |
| Норвегія (Скаслієн / Недреґоттен) | 0 | 5 | 0 | 1 | 0 | 0 | 2 | 0 | 8       |

| Майданчик A                    | 1 | 2 | 3 | 4 | 5 | 6 | 7 | 8 | Загалом |
| Чехія (Паулова / Паул)         | 0 | 0 | 1 | 0 | 0 | 1 | X | X | 2       |
| Італія (Константіні / Мозанер) | 4 | 1 | 0 | 4 | 1 | 0 | X | X | 10      |

| Майданчик D                    | 1 | 2 | 3 | 4 | 5 | 6 | 7 | 8 | Загалом |
| Австралія (Ґілл / Г'юїтт)      | 1 | 0 | 0 | 1 | 0 | 1 | 0 | X | 3       |
| Італія (Константіні / Мозанер) | 0 | 2 | 1 | 0 | 1 | 0 | 3 | X | 7       |

| Майданчик A                     | 1 | 2 | 3 | 4 | 5 | 6 | 7 | 8 | Загалом |
| Велика Британія (Доддс / Моует) | 0 | 1 | 1 | 0 | 0 | 2 | 0 | 1 | 5       |
| Італія (Константіні / Мозанер)  | 1 | 0 | 0 | 2 | 1 | 0 | 3 | 0 | 7       |

| Майданчик C                    | 1 | 2 | 3 | 4 | 5 | 6 | 7 | 8 | Загалом |
| Італія (Константіні / Мозанер) | 3 | 1 | 0 | 1 | 0 | 1 | 1 | 1 | 8       |
| Китай (Фань / Лін)             | 0 | 0 | 1 | 0 | 3 | 0 | 0 | 0 | 4       |

| Майданчик B                    | 1 | 2 | 3 | 4 | 5 | 6 | 7 | 8 | Загалом |
| Італія (Константіні / Мозанер) | 0 | 1 | 1 | 1 | 0 | 5 | 0 | 4 | 12      |
| Швеція (де Валь / Ерікссон)    | 2 | 0 | 0 | 0 | 3 | 0 | 3 | 0 | 8       |

| Майданчик B                    | 1 | 2 | 3 | 4 | 5 | 6 | 7 | 8 | 9 | Загалом |
| Канада (Гомен / Морріс)        | 0 | 2 | 0 | 0 | 2 | 0 | 3 | 0 | 0 | 7       |
| Італія (Константіні / Мозанер) | 1 | 0 | 1 | 2 | 0 | 1 | 0 | 2 | 1 | 8       |

Півфінал
Понеділок, 7 лютого, 20:05
| Майданчик C                    | 1 | 2 | 3 | 4 | 5 | 6 | 7 | 8 | Загалом |
| Італія (Константіні / Мозанер) | 1 | 1 | 2 | 1 | 1 | 0 | 2 | X | 8       |
| Швеція (де Валь / Ерікссон)    | 0 | 0 | 0 | 0 | 0 | 1 | 0 | X | 1       |

Фінал
Вівторок, 8 лютого, 20:05
| Майданчик B                       | 1 | 2 | 3 | 4 | 5 | 6 | 7 | 8 | Загалом |
| Італія (Константіні / Мозанер)    | 0 | 2 | 1 | 3 | 0 | 1 | 0 | 1 | 8       |
| Норвегія (Скаслієн / Недреґоттен) | 2 | 0 | 0 | 0 | 1 | 0 | 2 | 0 | 5       |

## Фігурне катання
На Чемпіонаті світу 2021 року в Стокгольмі Італія здобула по два квотних місця в змаганнях чоловіків і пар, а також одне квотне місце в танцях на льоду.
Одиночне катання
| Спортсмен                          | Дисципліна     | КП    | КП    | ДП     | ДП    | Загалом | Загалом |
| Спортсмен                          | Дисципліна     | Бали  | Місце | Бали   | Місце | Бали    | Місце   |
| ---------------------------------- | -------------- | ----- | ----- | ------ | ----- | ------- | ------- |
| Даніель Грассл                     | Чоловіки       | 90.64 | 12 Q  | 187.43 | 5     | 278.07  | 7       |
| Маттео Ріццо                       | Чоловіки       | 88.63 | 13 Q  | 158.90 | 17    | 247.53  | 16      |
| Шарлен Гіньяр Марко Фаббрі         | Танці на льоду | 82.68 | 7 Q   | 124.37 | 5     | 207.05  | 5       |
| Ніколь делла Моніка Маттео Гуарізе | Пари           | 63.58 | 10 Q  | 116.29 | 13    | 179.87  | 13      |
| Ребекка Гіларді Філіппо Амброзіні  | Пари           | 55.83 | 16 Q  | 109.60 | 14    | 165.43  | 14      |

Командні змагання
| Спортсмени                                                                                        | Дисципліна      | Коротка програма/Короткий танець | Коротка програма/Короткий танець | Коротка програма/Короткий танець | Коротка програма/Короткий танець | Коротка програма/Короткий танець | Коротка програма/Короткий танець | Вільне катання/Вільний танець | Вільне катання/Вільний танець | Вільне катання/Вільний танець | Вільне катання/Вільний танець | Вільне катання/Вільний танець | Вільне катання/Вільний танець |
| Спортсмени                                                                                        | Дисципліна      | Чоловіки                         | Жінки                            | Пари                             | Танець на льоду                  | Загалом                          | Загалом                          | Чоловіки                      | Жінки                         | Пари                          | Танець на льоду               | Загалом                       | Загалом                       |
| Спортсмени                                                                                        | Дисципліна      | Бали Командні бали               | Бали Командні бали               | Бали Командні бали               | Бали Командні бали               | Бали                             | Місце                            | Бали Командні бали            | Бали Командні бали            | Бали Командні бали            | Бали Командні бали            | Бали                          | Місце                         |
| ------------------------------------------------------------------------------------------------- | --------------- | -------------------------------- | -------------------------------- | -------------------------------- | -------------------------------- | -------------------------------- | -------------------------------- | ----------------------------- | ----------------------------- | ----------------------------- | ----------------------------- | ----------------------------- | ----------------------------- |
| Даніель Грассл Лара Накі Гутман Ніколь делла Моніка / Маттео Гуарізе Шарлен Гіньяр / Марко Фаббрі | Змішані команди | 88.10 6                          | 58.52 2                          | 60.30 4                          | 83.83 8                          | 20                               | 7                                | Не потрапили                  | Не потрапили                  | Не потрапили                  | Не потрапили                  | Не потрапили                  | Не потрапили                  |

## Фристайл
Фріскі
| Спортсмен         | Дисципліна            | Кваліфікація | Кваліфікація | Кваліфікація | Кваліфікація | Кваліфікація | Фінал        | Фінал        | Фінал        | Фінал        | Фінал        |
| Спортсмен         | Дисципліна            | 1-ша спроба  | 2-га спроба  | 3-тя спроба  | Найкраща     | Місце        | 1-ша спроба  | 2-га спроба  | 3-тя спроба  | Найкраща     | Місце        |
| ----------------- | --------------------- | ------------ | ------------ | ------------ | ------------ | ------------ | ------------ | ------------ | ------------ | ------------ | ------------ |
| Леонардо Донаджіо | Біг-ейр (чоловіки)    | 90.25        | 70.25        | 80.25        | 170.50       | 10 Q         | 91.00        | 81.00        | 17.25        | 172.00       | 5            |
| Леонардо Донаджіо | Слоупстайл (чоловіки) | 63.48        | 42.88        | Н/Д          | 63.48        | 18           | Не потрапив  | Не потрапив  | Не потрапив  | Не потрапив  | Не потрапив  |
| Сільвія Бертанья  | Біг-ейр (жінки)       | 17.00        | 16.75        | НС           | 17.00        | 25           | Не потрапила | Не потрапила | Не потрапила | Не потрапила | Не потрапила |
| Сільвія Бертанья  | Слоупстайл (жінки)    | 65.25        | 68.90        | Н/Д          | 68.90        | 8 Q          | 48.50        | 61.85        | 7.83         | 61.85        | 10           |
| Еліза Марія Накаб | Слоупстайл (жінки)    | 8.60         | 32.70        | Н/Д          | 32.70        | 24           | Не потрапила | Не потрапила | Не потрапила | Не потрапила | Не потрапила |

Скікрос
| Спортсмен         | Дисципліна | № Посіву | № Посіву | 1/8 фіналу | Чвертьфінал  | Півфінал     | Фінал        | Фінал        |
| Спортсмен         | Дисципліна | Час      | Місце    | Місце      | Місце        | Місце        | Місце        | Місце        |
| ----------------- | ---------- | -------- | -------- | ---------- | ------------ | ------------ | ------------ | ------------ |
| Сімоне Деромедіс  | Чоловіки   | 1:12.48  | 8        | 1 Q        | 2 Q          | 3 SF         | 1            | 5            |
| Лукреція Фантеллі | Жінки      | 1:18.17  | 6        | НФ         | Не потрапила | Не потрапила | Не потрапила | Не потрапила |
| Жолі Галлі        | Жінки      | 1:19.20  | 12       | 2 Q        | 3            | Не потрапила | Не потрапила | Не потрапила |

## Санний спорт
Чоловіки
| Спортсмен                          | Дисципліна     | 1-й заїзд | 1-й заїзд | 2-й заїзд | 2-й заїзд | 3-й заїзд | 3-й заїзд | 4-й заїзд | 4-й заїзд | Сума     | Сума  |
| Спортсмен                          | Дисципліна     | Час       | Місце     | Час       | Місце     | Час       | Місце     | Час       | Місце     | Час      | Місце |
| ---------------------------------- | -------------- | --------- | --------- | --------- | --------- | --------- | --------- | --------- | --------- | -------- | ----- |
| Леон Фельдерер                     | Одномісні сани | 57.814    | 12        | 58.211    | 11        | 57.855    | 11        | 57.960    | 14        | 3:51.840 | 11    |
| Домінік Фішналлер                  | Одномісні сани | 57.361    | 3         | 57.444    | 3         | 57.461    | 5         | 57.420    | 3         | 3:49.686 | 3     |
| Кевін Фішналлер                    | Одномісні сани | НС        | НС        | НС        | НС        | НС        | НС        | НС        | НС        | НС       | -     |
| Емануель Рідер Сімон Кайнцвальднер | Двомісні сани  | 58.602    | 4         | 58.995    | 7         | Н/Д       | Н/Д       | Н/Д       | Н/Д       | 1:57.597 | 6     |

Жінки
| Спортсменка   | Дисципліна     | 1-й заїзд | 1-й заїзд | 2-й заїзд | 2-й заїзд | 3-й заїзд | 3-й заїзд | 4-й заїзд | 4-й заїзд | Сума     | Сума  |
| Спортсменка   | Дисципліна     | Час       | Місце     | Час       | Місце     | Час       | Місце     | Час       | Місце     | Час      | Місце |
| ------------- | -------------- | --------- | --------- | --------- | --------- | --------- | --------- | --------- | --------- | -------- | ----- |
| Верена Гофер  | Одномісні сани | 58.960    | 9         | 59.037    | 9         | 58.961    | 16        | 59.584    | 16        | 3:56.542 | 13    |
| Андреа Феттер | Одномісні сани | 59.145    | 14        | 59.045    | 10        | 58.852    | 10        | 58.935    | 11        | 3:55.977 | 10    |
| Ніна Цоґґелер | Одномісні сани | 59.464    | 18        | 59.160    | 16        | 59.085    | 19        | 59.275    | 14        | 3:56.984 | 15    |

Змішані
| Спортсмен                                                         | Дисципліна | 1-й заїзд | 1-й заїзд | 2-й заїзд | 2-й заїзд | 3-й заїзд | 3-й заїзд | Сума     | Сума  |
| Спортсмен                                                         | Дисципліна | Час       | Місце     | Час       | Місце     | Час       | Місце     | Час      | Місце |
| ----------------------------------------------------------------- | ---------- | --------- | --------- | --------- | --------- | --------- | --------- | -------- | ----- |
| Андреа Феттер Леон Фельдерер Емануель Рідер / Сімон Кайнцвальднер | Естафета   | 1:00.618  | 5         | 1:01.960  | 5         | 1:02.274  | 4         | 3:04.852 | 5     |

## Лижне двоборство
| Спортсмен                                                     | Дисципліна                               | Стрибки з трампліна | Стрибки з трампліна | Стрибки з трампліна | Лижні перегони | Лижні перегони | Загалом | Загалом |
| Спортсмен                                                     | Дисципліна                               | Відстань            | Бали                | Місце               | Час            | Місце          | Час     | Місце   |
| ------------------------------------------------------------- | ---------------------------------------- | ------------------- | ------------------- | ------------------- | -------------- | -------------- | ------- | ------- |
| Якопо Бортолас                                                | Індивідуальний великий трамплін/10 км    | 121.5               | 87.7                | 29                  | 29:01.6        | 43             | 32:29.6 | 39      |
| Раффаеле Буцці                                                | Індивідуальний великий трамплін/10 км    | 124.0               | 98.7                | 21                  | 26:34.9        | 16             | 29:18.9 | 22      |
| Самуель Коста                                                 | Індивідуальний великий трамплін/10 км    | 110.0               | 64.3                | 40                  | 27:20.3        | 25             | 32:22.3 | 38      |
| Алессандро Піттін                                             | Індивідуальний великий трамплін/10 км    | 105.0               | 55.8                | 43                  | 25:55.8        | 6              | 31:31.8 | 33      |
| Якопо Бортолас                                                | Індивідуальний нормальний трамплін/10 км | 93.5                | 97.0                | 26                  | 27:30.8        | 38             | 29:54.8 | 33      |
| Раффаеле Буцці                                                | Індивідуальний нормальний трамплін/10 км | 93.0                | 99.9                | 22                  | 24:47.3        | 10             | 26:59.3 | 16      |
| Алессандро Піттін                                             | Індивідуальний нормальний трамплін/10 км | 75.5                | 62.9                | 40                  | 24:53.4        | 12             | 29:33.4 | 32      |
| Якопо Бортолас Раффаеле Буцці Самуель Коста Алессандро Піттін | командний великий трамплін/4×5 км        | 455.0               | 320.1               | 9                   | 53:40.0        | 9              | 57:07.0 | 9       |

## Шорт-трек
Від Італії на Ігри кваліфікувалися максимально можливі п'ять чоловіків і п'ять жінок, тож збірна змогла взяти участь у чоловічій, жіночій та змішаній естафетах.
Чоловіки
| Спортсмен                                                    | Дисципліна      | Попередній заїзд | Попередній заїзд | Чвертьфінал | Чвертьфінал | Півфінал    | Півфінал    | Фінал       | Фінал       |
| Спортсмен                                                    | Дисципліна      | Час              | Місце            | Час         | Місце       | Час         | Місце       | Час         | Місце       |
| ------------------------------------------------------------ | --------------- | ---------------- | ---------------- | ----------- | ----------- | ----------- | ----------- | ----------- | ----------- |
| Андреа Кассінеллі                                            | 500 м           | 42.791           | 3                | Не потрапив | Не потрапив | Не потрапив | Не потрапив | Не потрапив | Не потрапив |
| П'єтро Сігель                                                | 500 м           | 40.350           | 2 Q              | 40.644      | 2 Q         | 40.847      | 2 QA        | No time     | 5           |
| П'єтро Сігель                                                | 1000 м          | 2:10.039         | 3 AA             | PEN         | PEN         | Не потрапив | Не потрапив | Не потрапив | Не потрапив |
| Лука Спехенгаузер                                            | 1000 м          | PEN              | PEN              | Не потрапив | Не потрапив | Не потрапив | Не потрапив | Не потрапив | Не потрапив |
| Юрі Конфортола                                               | 1500 м          | Н/Д              | Н/Д              | 2:12.853    | 4 q         | 5 ADVA      | 5 ADVA      | 2:12.384    | 10          |
| П'єтро Сігель                                                | 1500 м          | Н/Д              | Н/Д              | PEN         | PEN         | Не потрапив | Не потрапив | Не потрапив | Не потрапив |
| Лука Спехенгаузер                                            | 1500 м          | Н/Д              | Н/Д              | 2:56.796    | 6           | Не потрапив | Не потрапив | Не потрапив | Не потрапив |
| Андреа Кассінеллі Юрі Конфортола Томмазо Дотті П'єтро Сігель | Естафета 5000 м | Н/Д              | Н/Д              | Н/Д         | Н/Д         | 6:38.899    | 2 FA        | 6:43.431    | 3           |

Жінки
| Спортсменка                                                          | Дисципліна      | Попередній заїзд | Попередній заїзд | Чвертьфінал  | Чвертьфінал  | Півфінал     | Півфінал     | Фінал        | Фінал        |
| Спортсменка                                                          | Дисципліна      | Час              | Місце            | Час          | Місце        | Час          | Місце        | Час          | Місце        |
| -------------------------------------------------------------------- | --------------- | ---------------- | ---------------- | ------------ | ------------ | ------------ | ------------ | ------------ | ------------ |
| Аріанна Фонтана                                                      | 500 м           | 42.940           | 1 Q              | 42.635       | 1 Q          | 42.387       | 1 QA         | 42.488       | 1            |
| Аріанна Вальчепіна                                                   | 500 м           | 43.070           | 3 q              | 42.891       | 2 Q          | 44.044       | 5            | Не потрапила | Не потрапила |
| Мартіна Вальчепіна                                                   | 500 м           | 43.606           | 2 Q              | PEN          | PEN          | Не потрапила | Не потрапила | Не потрапила | Не потрапила |
| Аріанна Фонтана                                                      | 1000 м          | 1:30.066         | 1 Q              | 1:29.324     | 1 Q          | 1:26.811     | 2 FA         | PEN          | -            |
| Сінтія Машітто                                                       | 1000 м          | 1:28.471         | 3                | Не потрапила | Не потрапила | Не потрапила | Не потрапила | Не потрапила | Не потрапила |
| Аріанна Фонтана                                                      | 1500 м          | Н/Д              | Н/Д              | 2:32.946     | 2 Q          | 2:22.196     | 2 FA         | 2:17.862     | 2            |
| Сінтія Машітто                                                       | 1500 м          | Н/Д              | Н/Д              | 2:20.268     | 3 Q          | 2:20.272     | 3 FB         | 2:45.697     | 12           |
| Аріанна Сігель                                                       | Н/Д             | Н/Д              | 2:22.318         | 5            | Не потрапила | Не потрапила | Не потрапила | Не потрапила |              |
| Аріанна Фонтана Сінтія Машітто Аріанна Вальчепіна Мартіна Вальчепіна | Естафета 3000 м | Н/Д              | Н/Д              | Н/Д          | Н/Д          | 4:17.438     | 4 FB         | 4:09.688     | 5            |

Змішані
| Спортсмени                                                                                           | Дисципліна      | Чвертьфінал | Чвертьфінал | Півфінал | Півфінал | Фінал    | Фінал |
| Спортсмени                                                                                           | Дисципліна      | Час         | Місце       | Час      | Місце    | Час      | Місце |
| --- | --------------- | ----------- | ----------- | -------- | -------- | -------- | ----- |
| Андреа Кассінеллі Юрі Конфортола Аріанна Фонтана П'єтро Сігель Аріанна Вальчепіна Мартіна Вальчепіна | Естафета 2000 м | 2:38.308    | 2 Q         | 2:36.895 | 2 QA     | 2:37.364 | 2     |

## Скелетон
| Спортсмен          | Дисципліна | 1-й заїзд | 1-й заїзд | 2-й заїзд | 2-й заїзд | 3-й заїзд | 3-й заїзд | 4-й заїзд | 4-й заїзд | Сума    | Сума  |
| Спортсмен          | Дисципліна | Час       | Місце     | Час       | Місце     | Час       | Місце     | Час       | Місце     | Час     | Місце |
| ------------------ | ---------- | --------- | --------- | --------- | --------- | --------- | --------- | --------- | --------- | ------- | ----- |
| Амедео Баньїс      | Чоловіки   | 1:01.05   | 10        | 1:01.19   | 14        | 1:00.83   | 11        | 1:01.01   | 12        | 4:04.08 | 11    |
| Маттія Гаспарі     | Чоловіки   | 1:01.20   | 12        | 1:01.31   | 15        | 1:01.16   | 15        | 1:01.36   | 16        | 4:05.03 | 14    |
| Валентіна Маргальо | Жінки      | 1:02.84   | 17        | 1:03.04   | 15        | 1:02.45   | 14        | 1:02.05   | 3         | 4:10.38 | 12    |

## Стрибки з трампліна
Чоловіки
| Спортсмен          | Дисципліна          | Кваліфікація | Кваліфікація | Кваліфікація | Перший раунд | Перший раунд | Перший раунд | Фінал       | Фінал       | Фінал       | Загалом     | Загалом     |
| Спортсмен          | Дисципліна          | Відстань     | Бали         | Місце        | Відстань     | Бали         | Місце        | Відстань    | Бали        | Місце       | Бали        | Місце       |
| ------------------ | ------------------- | ------------ | ------------ | ------------ | ------------ | ------------ | ------------ | ----------- | ----------- | ----------- | ----------- | ----------- |
| Джованні Брезадола | Великий трамплін    | 117.5        | 97.0         | 35 Q         | 127.0        | 114.6        | 35           | Не потрапив | Не потрапив | Не потрапив | Не потрапив | Не потрапив |
| Джованні Брезадола | Нормальний трамплін | 94.0         | 91.8         | 21 Q         | 93.5         | 110.3        | 41           | Не потрапив | Не потрапив | Не потрапив | Не потрапив | Не потрапив |

Жінки
| Спортсменка        | Дисципліна          | Перший раунд | Перший раунд | Перший раунд | Фінал    | Фінал | Фінал | Загалом | Загалом |
| Спортсменка        | Дисципліна          | Відстань     | Бали         | Місце        | Відстань | Бали  | Місце | Бали    | Місце   |
| ------------------ | ------------------- | ------------ | ------------ | ------------ | -------- | ----- | ----- | ------- | ------- |
| Джессіка Мальсінер | Нормальний трамплін | 76.5         | 62.0         | 30 Q         | 75.5     | 62.4  | 27    | 124.4   | 29      |

## Сноубординг
Фристайл
| Спортсмен        | Дисципліна            | Кваліфікація | Кваліфікація | Кваліфікація | Кваліфікація | Кваліфікація | Фінал       | Фінал       | Фінал       | Фінал       | Фінал       |
| Спортсмен        | Дисципліна            | 1-ша спроба  | 2-га спроба  | 3-тя спроба  | Найкраща     | Місце        | 1-ша спроба | 2-га спроба | 3-тя спроба | Найкраща    | Місце       |
| ---------------- | --------------------- | ------------ | ------------ | ------------ | ------------ | ------------ | ----------- | ----------- | ----------- | ----------- | ----------- |
| Еміліано Лауці   | Біг-ейр (чоловіки)    | 23.50        | 80.75        | 12.25        | 93.00        | 22           | Не потрапив | Не потрапив | Не потрапив | Не потрапив | Не потрапив |
| Лоренцо Дженнеро | Хафпайп (чоловіки)    | 34.75        | 2.00         | Н/Д          | 34.75        | 19           | Не потрапив | Не потрапив | Не потрапив | Не потрапив | Не потрапив |
| Луї Віто         | Хафпайп (чоловіки)    | 60.25        | 3.25         | Н/Д          | 60.25        | 13           | Не потрапив | Не потрапив | Не потрапив | Не потрапив | Не потрапив |
| Еміліано Лауці   | Слоупстайл (чоловіки) | 71.71        | 47.76        | Н/Д          | 71.71        | 7 Q          | 80.01       | 27.48       | 39.48       | 80.01       | 5           |

Паралельні
| Спортсмен        | Дисципліна                    | Кваліфікація | Кваліфікація | 1/8 фіналу             | Чвертьфінал        | Півфінал        | Фінал            | Фінал        |
| Спортсмен        | Дисципліна                    | Час          | Місце        | Суперник Час           | Суперник Час       | Суперник Час    | Суперник Час     | Місце        |
| ---------------- | ----------------------------- | ------------ | ------------ | ---------------------- | ------------------ | --------------- | ---------------- | ------------ |
| Даніеле Багоцца  | Гігантський слалом (чоловіки) | 1:22.48      | 16 Q         | Lee (KOR) L +0.92      | Не потрапив        | Не потрапив     | Не потрапив      | Не потрапив  |
| Едвін Коратті    | Гігантський слалом (чоловіки) | 1:22.49      | 17           | Не потрапив            | Не потрапив        | Не потрапив     | Не потрапив      | Не потрапив  |
| Мірко Фелічетті  | Гігантський слалом (чоловіки) | 1:22.26      | 12 Q         | Kwiatkowski (POL) L НФ | Не потрапив        | Не потрапив     | Не потрапив      | Не потрапив  |
| Роланд Фішналлер | Гігантський слалом (чоловіки) | 1:21.59      | 6 Q          | Košir (SLO) W          | Проммеґґер (AUT) W | Карл (AUT) L НФ | Вайлд (ROC) L НФ | 4            |
| Лючія Дальмассо  | Гігантський слалом (жінки)    | 1:47.68      | 29           | Не потрапила           | Не потрапила       | Не потрапила    | Не потрапила     | Не потрапила |
| Надя Очнер       | Гігантський слалом (жінки)    | 1:28.84      | 16 Q         | Ледецька (CZE) L НФ    | Не потрапила       | Не потрапила    | Не потрапила     | Не потрапила |

Сноубордкрос
| Спортсменка                        | Дисципліна      | № Посіву | № Посіву | 1/8 фіналу | Чвертьфінал  | Півфінал     | Фінал        | Фінал        |
| Спортсменка                        | Дисципліна      | Час      | Місце    | Місце      | Місце        | Місце        | Місце        | Місце        |
| ---------------------------------- | --------------- | -------- | -------- | ---------- | ------------ | ------------ | ------------ | ------------ |
| Філіппо Феррарі                    | Чоловіки        | 1:24.77  | 31       | НС         | Не потрапив  | Не потрапив  | Не потрапив  | Не потрапив  |
| Томмазо Леоні                      | Чоловіки        | 1:18.13  | 19       | 1 Q        | 2 Q          | 4 FB         | 4            | 8            |
| Лоренцо Зоммаріва                  | Чоловіки        | 1:17.98  | 9        | НФ         | Не потрапив  | Не потрапив  | Не потрапив  | Не потрапив  |
| Омар Візінтін                      | Чоловіки        | 1:17.68  | 6        | 1 Q        | 1 Q          | 2 FA         | 3            | 3            |
| Софія Белінгері                    | Жінки           | 1:27.81  | 29       | 3          | Не потрапила | Не потрапила | Не потрапила | Не потрапила |
| Катеріна Карпано                   | Жінки           | 1:24.87  | 11       | 2 Q        | 3            | Не потрапила | Не потрапила | Не потрапила |
| Франческа Галліна                  | Жінки           | 1:25.27  | 22       | 3          | Не потрапила | Не потрапила | Не потрапила | Не потрапила |
| Мікела Мойолі                      | Жінки           | 1:22.19  | 1        | 1 Q        | 1 Q          | 3 FB         | НФ           | 8            |
| Омар Візінтін Мікела Мойолі        | Змішані команди | Н/Д      | Н/Д      | Н/Д        | 1 Q          | 1 FA         | 2            | 2            |
| Лоренцо Зоммаріва Катеріна Карпано | Змішані команди | Н/Д      | Н/Д      | Н/Д        | 2 Q          | 1 FA         | 4            | 4            |

## Ковзанярський спорт
Чоловіки
| Спортсмен         | Дисципліна | Заїзд       | Заїзд |
| Спортсмен         | Дисципліна | Час         | Місце |
| ----------------- | ---------- | ----------- | ----- |
| Давід Боза        | 500 м      | 35.168      | 23    |
| Джеффрі Розанеллі | 500 м      | 35.08       | 19    |
| Давід Боза        | 1000 м     | 1:09.35     | 15    |
| Алессіо Трентіні  | 1500 м     | 1:48.33     | 25    |
| Давіде Гьотто     | 5000 м     | 6:16.92     | 8     |
| Андреа Джованніні | 5000 м     | 6:30.11     | 20    |
| Мікеле Мальфатті  | 5000 м     | 6:21.47     | 15    |
| Давіде Гьотто     | 10000 м    | 12:45.98 NR | 3     |
| Мікеле Мальфатті  | 10000 м    | 13:01.42    | 9     |

Жінки
| Спортсменка             | Дисципліна | Заїзд   | Заїзд |
| Спортсменка             | Дисципліна | Час     | Місце |
| ----------------------- | ---------- | ------- | ----- |
| Франческа Лоллобриджида | 1500 м     | 1:55.20 | 6     |
| Франческа Лоллобриджида | 3000 м     | 3:58.06 | 2     |
| Франческа Лоллобриджида | 5000 м     | 6:51.76 | 4     |

Масстарт
| Спортсмени              | Дисципліна | Півфінали | Півфінали | Півфінали | Фінали      | Фінали      | Фінали      |
| Спортсмени              | Дисципліна | Бали      | Час       | Місце     | Бали        | Час         | Місце       |
| ----------------------- | ---------- | --------- | --------- | --------- | ----------- | ----------- | ----------- |
| Андреа Джованніні       | Чоловіки   | 60        | 7:43.58   | 1 Q       | 0           | 7:47.93     | 11          |
| Мікеле Мальфатті        | Чоловіки   | 1         | 8:02.09   | 11        | Не потрапив | Не потрапив | Не потрапив |
| Франческа Лоллобриджида | Жінки      | 62        | 8:34.19   | 1 Q       | 20          | 8:14.98     | 3           |

Командні перегони переслідування
| Спортсмен                                        | Дисципліна | Чвертьфінал  | Чвертьфінал | Півфінал     | Півфінал    | Фінал                         | Фінал |
| Спортсмен                                        | Дисципліна | Суперник Час | Місце       | Суперник Час | Місце       | Суперник Час                  | Місце |
| ------------------------------------------------ | ---------- | ------------ | ----------- | ------------ | ----------- | ----------------------------- | ----- |
| Давіде Гьотто Андреа Джованніні Мікеле Мальфатті | Чоловіки   | 3:42.04      | 7 FD        | Не потрапив  | Не потрапив | Фінал D Китай (CHN) W 3:44.20 | 7     |